# Bazylika Zwiastowania Pańskiego w Nazarecie
Bazylika Zwiastowania Pańskiego (hebr. כנסיית הבשורה; arab. كنيسة البشارة; wł. Basilica dell'Annunciazione) – zbudowana w latach 1961-1969 rzymskokatolicka bazylika w mieście Nazaret, na północy Izraela. Jedna z trzech najważniejszych świątyń chrześcijańskich odwiedzanych przez pielgrzymów przybywających do Ziemi Świętej (po bazylice Bożego Grobu w Jerozolimie i bazylice Narodzenia Pańskiego w Betlejem). Jest to jedno z najważniejszych świętych miejsc katolicyzmu. Wchodzi ona w skład kompleksu sakralnego Klasztoru Franciszkanów w Nazarecie.
Wedle tradycji chrześcijańskiej bazylika stoi na miejscu, w którym Archanioł Gabriel miał zwiastować Maryi, iż stanie się Matką Syna Bożego. Bazylika stała się celem pielgrzymek chrześcijan. Odwiedziło ją trzech papieży: Paweł VI (5 stycznia 1964 r.), Jan Paweł II (25 marca 2000 r.) i Benedykt XVI (14 maja 2009 r.).

## Historia budowli

### Tradycja chrześcijańska
Nowy Testament jest dosyć ubogi w informacje natury topograficznej, dotyczące lokalizacji Zwiastowania Pańskiego. Jedynie Ewangelia Łukasza przytacza opis wydarzenia, precyzując, iż Archanioł Gabriel objawił się Maryi Pannie w Nazarecie w Galilei. Apokryficzna Protoewangelia Jakuba opisuje, jakoby samo Zwiastowanie miało odbyć się w dwóch miejscach. Maryja miała najpierw ujrzeć posłańca przy źródle. Następnie po pozostawieniu dzbana, objawienie miało dopełnić się już w domu rodzinnym. Przy czym apokryf ten nie precyzuje miejscowości zdarzenia – mogłaby to być nawet Judea. Już w okresie starożytnym, w oparciu o te dwa teksty rozdzielono oba miejsca. (1) Źródło nazaretańskie miało być miejscem ujrzenia Archanioła Gabriela. W miejscu źródła znajduje się dzisiaj prawosławna Cerkiew Archanioła Gabriela. (2) Natomiast pozostałości domu rodzinnego Maryi Panny, właściwym Sanktuarium Zwiastowania – miejscem cudownego poczęcia Jezusa Chrystusa. Według tradycji katolickiej, sam budynek zwiastowania znajduje się obecnie w mieście Loreto w środkowych Włoszech. Legenda mówi, że gdy w 1291 roku Mamelucy zdobyli Akkę i zniszczyli w ten sposób Królestwo Jerozolimskie, rodzina De Angelis przeniosła budynek z Nazaretu do Rijeki w Chorwacji. Pozostawał tam przez trzy i pół roku, a następnie został przewieziony do Loreto – jest to tzw. Domek loretański w Sanktuarium Santa Casa w Loreto. Nad samym miejscem zwiastowania opisanym w Ewangelii Łukasza wznosi się dzisiaj katolicka bazylika Zwiastowania.
Jezus Chrystus miał mieszkać w Nazarecie, ale nie w miejscu Zwiastowania, lecz w domu Józefa, przybranego ojca, aż do okresu pełnoletności, a nawet dłużej, bo do wieku ok. lat 30. Na początku misji wędrownego nauczyciela opuścił Nazaret, przenosząc się do Kafarnaum. Dom w Nazarecie prawdopodobnie pozostawał w rękach rodziny. Nowy Testament niejednokrotnie wspomina o krewnych Jezusa. Oni to przekazali tradycję miejsca pierwszym naśladowcom Chrystusa, zwanym w literaturze judeochrześcijanami. Chrześcijanie wywodzący się z judaizmu spotykali się na modlitwie w miejscach związanych z życiem Chrystusa, także w Nazarecie.

### Kościół-synagoga (III-IV w.)
Badania archeologiczne ujawniły, iż w miejscu współczesnej budowli w różnych okresach wzniesiono pięć następujących po sobie budowli. Najstarszym obiektem sakralnym w tym miejscu była synagoga z III wieku. Archeolodzy odnaleźli pod późniejszymi mozaikami podłogowymi blisko 80 fragmentów architektonicznych: prymitywne baptysterium, mozaikę podłogową z elementami krzyża, podstawy kolumn, kapitele, gzymsy oraz siedem schodów prowadzących do położonej w zachodniej części groty. Prawdopodobnie była ona wykorzystywana przez chrześcijan, na co mogą wskazywać wygrawerowane na ścianie napisy. Ich opracowaniem zajął się biblista Emanuele Testa. Pierwszy z napisów mówi: "Konon, diakon Jerozolimy". Pod kolejnymi warstwami tynku odkryto wyryte graffiti z pierwszej połowy IV wieku. Znajdują się tu wizerunki kwiatów i roślin, a na jednej ścianie napis wykonany czerwonym tuszem: "Panie Jezu, pomóż rodzinie Valeria ... i daj ulgę w bólu ... Amen". Inny odkryty napis mówi: "Panie Jezu Chryste, Synu Boży, pomóż Gnu i Lalapisios Achilles, Alapidios, Paulowi Antony ... sługom Chrystusa".
W IV wieku judeochrześcijanie zostali wyparci przez chrześcijan wywodzących się z pogaństwa lub ich potomków. Epifaniusz wspomina w Panarionie historię nawróconego na chrześcijaństwo Żyda Józefa z Tyberiady, który w czasach konstantyńskich czynił starania, by wznieść w Nazarecie kościół. 
Miejsce zwiastowania nawiedzili w IV wieku św. Hieronim z towarzyszącymi mu Paulą i Eustochium. Mniej więcej z tego okresu pochodzą napisy wskazujące na obecność kultu Matki Boskiej. Na uwagę zasługuje napis-wezwanie skierowane do Maryi w języku greckim: "Zdrowaś, Maryjo! (XE MAPIA)". Jest to najstarsze świadectwo epigraficzne kultu maryjnego na świecie.

### Bazylika bizantyńska (V-XI w.)
W okresie bizantyjskim został wzniesiony w tym miejscu pierwszy kościół. Jego powstanie jest datowane na około 427 rok. Była to bazylika z trzema nawami i jedną apsydą. Całość budowli była zorientowana w kierunku wschodnim. Długość głównej nawy wynosiła 19,6 m, a szerokość 8 m. Na zewnątrz bazyliki, po stronie północnej, znajdowała się grota. Z bazyliką sąsiadował kompleks sakralny obejmujący atrium i monaster. Istnienie tej pierwszej bazyliki nad domem Maryi zanotował pierwszy raz Anonimus Piacentinus ok. 571 roku. Wydaje się, że bazylika została przynajmniej częściowo zniszczona w okresie podbojów arabskich w VII wieku. W tym samym wieku biskup Arkulf odwiedził Nazaret, potwierdzając fakt istnienia kościoła w miejscu zwiastowania. Kolejnymi poświadczającymi istnienie tej pierwotnej świątyni chrześcijańskiej byli: Wilibald w latach 724−726 oraz arabski podróżnik Al-Masudi w 942 roku (napisał on, że kościół był opuszczony). Prawdopodobnie około 1010 roku bazylika została zniszczona.

### Katedra krzyżowców (XII-XIII w.)
Gdy w 1099 roku krzyżowcy opanowali Palestynę, utworzyli Królestwo Jerozolimskie. Tankred, jeden z przywódców I krucjaty objął wówczas panowanie nad Księstwem Galilei. W Nazarecie utworzono wtedy archidiecezję nazaretańską, a w 1101 roku Tankred rozpoczął budowę katedry w miejscu wcześniejszej bazyliki Zwiastowania Pańskiego. Opisujące ją świadectwa literackie to dzieło rosyjskiego mnicha Daniela, który odwiedził Ziemię Świętą w latach 1106−1107, oraz kronika Wilhelma z Tyru (1095−1184). Średniowieczna katedra była większa niż poprzedzająca ją bazylika bizantyńska. Budynek miał długość około 50 m i szerokość 30 m. Katedra posiadała trzy nawy i trzy ołtarze. Po wschodniej stronie katedry znajdowały się trzy apsydy. Po stronie południowej do katedry przylegał klasztor, a po stronie zachodniej był obszerny dziedziniec. Grota Zwiastowania znalazła się tym razem we wnętrzu katedry. Krzyżowcy podnieśli olbrzymią skałę leżącą nad wejściem do groty, i utworzyli nad nią ołtarz z małą klatką schodową prowadzącą do jej wnętrza. Cała katedra była bogato zdobiona. Miała ona posiadać rzeźbione kapitele w stylu romańskim, których jednak nigdy nie umieszczono we wnętrzu (Kapitel Kościoła, Kapitel św. Tomasza Apostoła, Kapitel św. Piotra Apostoła, Kapitel św. Jakuba Starszego, Kapitel św. Mateusza Apostoła). Zostały one odnalezione podczas wykopalisk archeologicznych w latach 1907−1909 w cysternie pod rozmównicą konwentu franciszkańskiego przez o. Prospera Viauda OFM. Przechowywane są w muzeum archeologicznym na terenie klasztoru franciszkańskiego. U schyłku Królestwa Jerozolimskiego sanktuarium coraz rzadziej nawiedzano i sporadycznie sprawowano w nim liturgię katolicką, np. w dniu 24 marca 1251 roku we mszy odprawionej w Grocie Zwiastowania wziął udział król francuski Ludwik IX Święty. Ostatecznie bazylikę zburzono z rozkazu sułtana Bajbarsa w 1263 roku. Na miejscu pozostała jedynie niewielka kaplica, strzegąca wejścia do Groty Zwiastowania.

### Kościół franciszkanów (XVIII-XX w.)
W 1620 roku franciszkanie z Kustodii Ziemi Świętej weszli w posiadanie ruin katedry i Groty Zwiastowania w Nazarecie. Emir Fachr ad-Din II zezwolił im na odbudowanie Kościoła Zwiastowania Pańskiego i wybudowanie obok niego budynku mieszkalnego dla zakonników. Początkowo nie decydowano się na odbudowę kościoła, jednak niewielka kaplica franciszkańska nie była w stanie pomieścić stale rosnącej liczby pielgrzymów. Równocześnie rosła liczba wiernych w parafii w Nazarecie. Z tego powodu wystąpiono o zgodę na budowę kościoła. W dniu 1 maja 1730 roku szejk Dhaher al-Omar wydał stosowne zezwolenie, ograniczając jednak czas prac do siedmiu miesięcy (czas potrzebny na odbycie hadżdż do Mekki). Przy pracach budowlanych zostało zatrudnionych 250 robotników, dzięki czemu 15 października 1730 roku ukończono budowę skromnego kościoła. Świątynia miała trzy nawy, przy czym boczne były stosunkowo wąskie w porównaniu z główną. Kościół nie posiadał ani jednej apsydy, a Grota Zwiastowania znalazła się u końca głównej nawy. Skromność kościoła wynikała z niewystarczającej ilości materiałów budowlanych. Kustodia Ziemi Świętej nie otrzymywała w tym okresie zbyt dużego wsparcia z Europy i przeżywała poważny kryzys finansowy. Grotę Zwiastowania zwiedzili w 1799 roku Napoleon Bonaparte, Jean-Baptiste Kléber oraz Jean Andoche Junot. W 1877 roku kościół został rozbudowany, a cały teren wokół otoczony wysokim murem. Fasadę ozdobiono sprowadzonymi z Wenecji rzeźbami. W tym okresie sprowadzono też i zawieszono dzwony.

### Bazylika Zwiastowania Pańskiego
Kościół franciszkanów nie był szczególnie wartościowy pod względem architektonicznym, postanowiono więc go całkowicie wyburzyć i wybudować na jego miejscu nowoczesną bazylikę. W 1954 roku kościół starannie rozebrano, zachowując jego podstawę do badań archeologicznych. Pracami wykopaliskowymi z ramienia Franciszkańskiego Studium Biblijnego w Jerozolimie kierował Bellarmino Bagatti. Trwały one od 1955 do 1968. Następnie w latach 1961-1969 rozpoczęto budowę nowej bazyliki według projektu mediolańskiego architekta Giovanniego Muzio. Bazylikę konsekrował 25 marca 1969 roku kardynał Gabriele Garrone. Bazylika stała się celem pielgrzymek chrześcijan. Odwiedziło ją trzech papieży: Paweł VI (5 stycznia 1964), Jan Paweł II (25 marca 2000) i Benedykt XVI (14 maja 2009).

## Opis bazyliki
Bazylika Zwiastowania Pańskiego znajduje się przy ulicy al-Biszara, głównej ulicy Starego Miasta Nazaretu. Cały kompleks klasztorny zajmuje obszar o długości 180 m i szerokości do 140 m (całość jest otoczona białym kamiennym wysokim murem). Bazylika Zwiastowania Pańskiego stoi w południowej części kompleksu. Po jego stronie północnej znajduje się duży plac z baptysterium, oraz ogród z wodospadem. Po stronie wschodniej znajduje się Klasztor Franciszkanów z katolicką szkołą Terra Santa i małym muzeum poświęconym historii bazyliki (w podziemiach budynku). Przy wejściu do klasztoru stoi rzeźba przedstawiająca Zwiastowanie Pańskie. Rzeźba została darowana w 1990 roku przez Namibię, jako akt wdzięczności za uzyskanie niepodległości od Republiki Południowej Afryki. Na północ od klasztoru znajduje się Kościół św. Józefa. Całość kompleksu jest otoczona niewielkim ogrodem, w którym wytyczono spacerowe alejki.
Sama bazylika Zwiastowania Pańskiego jest jedną z trzech najważniejszych świątyń chrześcijańskich odwiedzanych przez pielgrzymów przybywających do Ziemi Świętej (po bazylice Bożego Grobu w Jerozolimie i bazylice Narodzenia Pańskiego w Betlejem). Jest to jedno z najważniejszych świętych miejsc katolicyzmu. Bazylika jest unikalną budowlą, która od momentu swojego powstania jest najlepiej znanym symbolem miasta. Jest ona zbudowana z dwóch dużych kościołów, o całkowicie odmiennym oświetleniu i innej atmosferze wnętrza: kościół dolny obejmuje Grotę Zwiastowania oraz pozostałości starożytnych ruin znajdujących się pod bazyliką. Natomiast kościół górny jest nowoczesną świątynią. Oba poziomy są ze sobą połączone dużym otworem w kształcie ośmiokąta foremnego. 
Szerokość budynku wynosi 27 m, a wysokość od poziomu krypty do najwyższego punktu kopuły to 49 m. Bazylika jest bogato zdobiona, a wszystkie jej elementy są przesiąknięte głęboką symboliką związaną z osobą Mari z Nazaretu i Ewangelii. Są to różne kombinacje liter "A" i "M" – pierwszych dwóch liter słów "Ave Maria" ("Witaj Maryjo"). 
Innym powtarzającym się symbolem jest liczba 8, posiadająca duże symboliczne znaczenie w chrześcijaństwie (Osiem błogosławieństw, osiem cnót rycerskich itp.).

### Fasada zachodnia

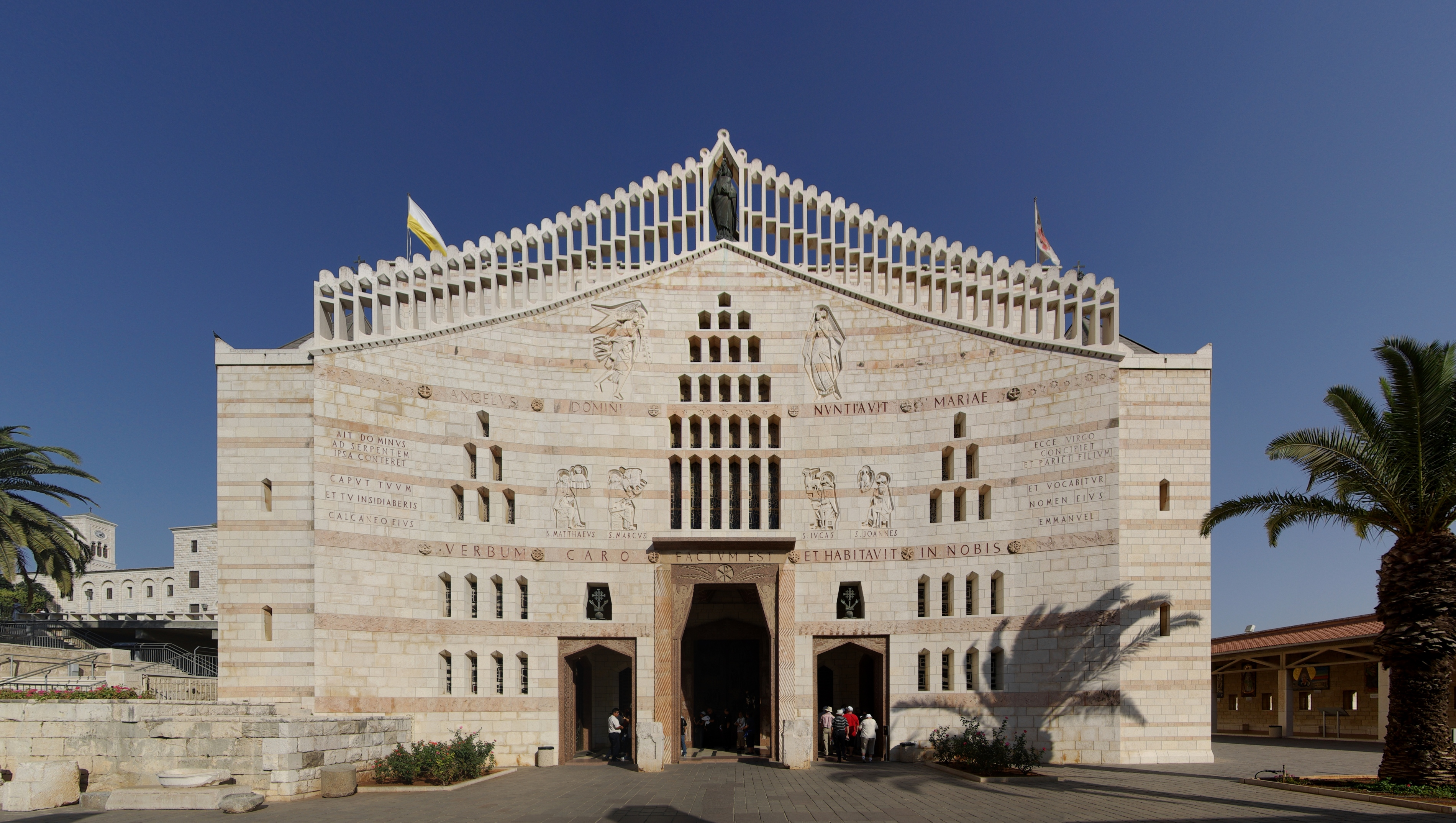
Zachodnia fasada bazyliki Zwiastowania Pańskiego w Nazarecie. Po lewej stronie widoczne zachowane fragmenty północnej ściany bizantyjskiej bazyliki

Główne wejście do bazyliki znajduje się po stronie zachodniej (jest zwrócone w kierunku ulicy al-Biszara). Zachodnia fasada jest wklęsła, a po obu bocznych stronach wysuwają się do przodu ośmiokątne wieże. Całość wykonana jest z szarego kamienia, który przecinają szerokie poziome pasy kamienia o odcieniu różowym. Górną część elewacji wykonano w postaci szczytu z ułożonych ukośnie szarych kamieni. Pośrodku umieszczono okazały posąg Jezusa Chrystusa. W dolnej części fasady znajdują się trzy wejścia do wnętrza bazyliki. Nad głównym, środkowym wejściem umieszczono 24 okna, ułożone rzędami jedne nad drugimi w formie litery "A". Ponad bocznymi wejściami umieszczono dwa duże okna, z symbolami Zakonu Franciszkanów (skrzyżowane ręce, jedna naga i jedna odziana w zakonny habit, ponad którymi widnieje krzyż) i Kustodii Ziemi Świętej (Krzyż jerozolimski). Po obu bokach umieszczono 14 małych okien, ułożonych w formie piramidy lub litery "A". We wszystkich oknach umieszczono kolorowe witraże, przez które światło wpada do górnego kościoła. Na różowych kamieniach powyżej głównych drzwi wejściowych, znajduje się cytat z Ewangelii Jana 1,14: 
"Verbum Caro Factum Est Et Habitavit In Nobis" (pol. "A Słowo stało się ciałem i zamieszkało wśród nas").

Całość zdobień zachodniej fasady jest poświęcona Ewangelistom. Podobizny św. Mateusza, św. Marka, św. Łukasza i św. Jana umieszczono powyżej bocznych drzwi wejściowych. Towarzyszą im symbole anioła, lwa, wołu i orła. Postacie Ewangelistów są podpisane. We wszystkich tych zdobieniach powtarzają się elementy wykonane z różowego kamienia – są to kwiaty, ptaki, ryby, języki ognia i inne symbole. Po lewej stronie umieszczono fragment wersetu pochodzącego z 1 Księgi Mojżeszowej i odnoszącego się do kary nałożonej na szatana przez Boga po tym jak pod postacią węża skusił Ewę do zjedzenia owocu z drzewa poznania dobra i zła. Słowa te odnoszą się do Mesjasza, który ma pokonać diabła (według chrześcijaństwa jest nim Jezus Chrystus): 
"Ait Dominus Aa Serpentem Ipsa Conteret ... Caput Tuum Et Tu Insidiaberis Calcaneo Eius" (pol. "Wtedy Pan Bóg rzekł do węża ... ono zmiażdży ci głowę, a ty zmiażdżysz mu piętę").

Po prawej stronie znajduje się napis będący fragmentem wersetu z Księgi Izajasza, który zapowiada narodzenie Emmanuela. Chrześcijaństwo odnosi ten werset do zapowiedzi narodzenia Jezusa Chrystusa: 
"Ecce Virgo Concipiet Et Pariet Filium Et Vocabitur Nomen Eius Emmanuel" (pol. "Oto Panna pocznie i porodzi Syna, i nazwie Go imieniem Emmanuel").

W górnej części fasady umieszczono sylwetki archanioła Gabriela i Marii. Poniżej umieszczono napis: 
"Angelus Domini Nuntiavit Mariae" (pol. "Anioł Pański zwiastował Marii").

Nad głównym, środkowym wejściem do bazyliki, umieszczono płaskorzeźbę anioła i Marii trzymającej krzyż. Powyżej wejścia umieszczono greckie litery "XP" jako monogram złożony z liter chi i rho, oznaczający Jezusa Chrystusa (gr. Χριςτος). Podobne zdobienia widnieją również przy bocznych wejściach. Po ich przejściu znajduje się niewielki hol, którego sufit jest ozdobiony mozaiką z geometrycznymi symbolami krzyżów. Same drzwi są wykonane z miedzi i brązu. Centralne drzwi otoczone są granitem. W jego górnej części umieszczono symbole Trójcy Świętej – Bóg Ojciec (trójkąt z okiem pośrodku), Duch Święty (gołąb) i Syn Boży (krzyż, na którym został ukrzyżowany Jezus Chrystus). Po lewym boku umieszczono werset pochodzący z Listu do Hebrajczyków 1,1: 
"Multifariam Mutisque Moidis Olim Deus Loquens Patribus In Prophetis" (pol. "Wielokrotnie i na różne sposoby przemawiał niegdyś Bóg do ojców przez proroków").

Natomiast po prawej stronie umieszczono werset z Ewangelii Łukasza 6,13: 
"Vocavit Discipulos Suos Et Elegit Duodecim Ex Ipsis Quos Et Apostolos Nominavit" (pol. "Przywołał swoich uczniów i wybrał spośród nich dwunastu, których też nazwał apostołami").
Po bokach umieszczono sylwetki apostołów, patriarchów i proroków. Prawa strona jest poświęcona dwunastu apostołom, natomiast lewa strona dedykowana jest najważniejszym postaciom Starego Testamentu. Również drzwi mają bardzo symboliczne zdobienia. Zostały one podzielone na sześć części, w których umieszczono sceny z życia Jezusa Chrystusa z umieszczonymi w tle scenami z nimi związanymi – (1) Narodziny Jezusa Chrystusa (ze scenami zwiastowania pasterzom narodzenia Pańskiego przez aniołów, oddanie pokłonu przez trzech królów, oraz poświęcenie Jezusa w Świątyni); (2) ucieczka Jezusa do Egiptu (ze sceną rzezi niewiniątek); (3) Jezus z Józefem (ze sceną wizyty Jezusa w Świątyni w wieku 12. lat); (4) chrzest Pański (ze sceną wskrzeszenia syna wdowy); (5) kazanie na górze (ze sceną łodzi na Jeziorze Tyberiadzkim); oraz (6) ukrzyżowanie (ze sceną zmartwychwstania Jezusa). Na bocznych drzwiach przedstawione są inne sceny biblijne.

### Fasada południowa
Południowa fasada bazyliki jest poświęcona Marii. W jej środkowej części znajduje się wejście do górnego kościoła. Powyżej wejścia umieszczono w heksagonalnej niszy posąg z brązu Marii Panny w wieku dziewczęcym. Po obu stronach tej niszy znajdują się okna. Nad figurą znajduje się balkon ze stylową metalową balustradą. Jest do niej dostęp z górnego kościoła i jest wykorzystywana podczas religijnych uroczystości. Ściany boczne wykonano z szarych kamieni, między którymi ułożono różowe pasy, na których umieszczono pełen łaciński tekst modlitwy Salve Regina. Brama wejściowa prowadzi do niewielkiego holu, który jest ozdobiony mozaiką. Po lewej stronie umieszczono wizerunek harfy z napisem "Harfa króla", a po prawej stronie wizerunek statku z napisem "Statek zbawienia" (te dwa symbole przypisywane są Marii Pannie). Na stropie przedsionka umieszczono litery "AM" ("Ave Maria") oraz symbole gołębia, korony i słońca (reprezentują anioła błogosławiącego Marię).
Drzwi wejściowe od południowej strony wykonano z brązu. Jest to dar chrześcijan ze Stanów Zjednoczonych. Umieszczono na nich dwanaście płaskorzeźb przedstawiających chronologiczne sceny z życia Marii. W dolnym rzędzie znajdują się sceny niepokalanego poczęcia, przedstawienie Marii w Świątyni, ślub z Józefem i Zwiastowania Pańskiego. W drugim rzędzie są sceny z wizyty u Elżbiety, narodziny Jezusa, cud w Kanie Galilejskiej oraz Golgota. W najwyższym rzędzie są sceny Marii trzymającej ciało zmarłego syna, wniebowzięcie Marii, koronowanie w niebie i kościół Marii Panny. Boczne drzwi przyozdobiono scenami z Pieśni nad pieśniami, która według tradycji katolickiej odnosi się do Marii Panny.

### Fasada północna
Fasada północna wychodzi na rozległy dziedziniec wewnętrzny przed Klasztorem Franciszkańskim. Jest to najmniejsza fasada bazyliki, i z tego powodu kopuła budynku wygląda z tej strony na jeszcze większą niż w rzeczywistości. W porównaniu z fasadami zachodnią i południową, ta położona po stronie północnej jest stosunkowo prosta i pozbawiona bogatych zdobień, pełnych symboliki religijnej. Sprawia ona wrażenie, że budynek bazyliki jest budowlą obronną, z szeregiem małych otworów okiennych przypominających otwory strzelnicze. Od strony północnej znajdują się dwa stosunkowo niewielkie wejścia do bazyliki. Są one umiejscowione w dużej odległości od siebie. Kamień z którego wykonano ściany jest szary, z dodanymi różowymi pasami. Z tej strony brakuje jednak jakichkolwiek zdobień lub symboli religijnych. Głównym powodem braku zdobień jest to, że fasada północna jest skierowana na wewnętrzny dziedziniec zespołu sakralnego. Uwagę skupia tutaj rozbudowane baptysterium.

Każde z drzwi wejściowych posiada niewielki dwuspadowy daszek. Nad lewymi drzwiami umieszczono płaskorzeźbę narodzenia Jezusa Chrystusa z podpisem "Mater Christi" (pol. "Matka Mesjasza"). Drzwi wykonane są z brązu. Umieszczono na nich sceny poświęcone żydowskim objawieniom – objawienie trzech aniołów pasterzom, zwiastowanie Pańskie oraz wybór rybaków w Galilei. Natomiast drzwi położone po prawej stronie posiadają u góry figurę Marii Panny otoczonej wiernymi, z napisem "Mater Ecclesiae" (pol. "Matka Kościoła"). Na drzwiach widnieją płaskorzeźby przedstawiające objawienia udzielone poganom – pokłon trzech króli, zesłanie Ducha Świętego i objawienie udzielone Pawłowi z Tarsu. Na tych drzwiach widnieje napis będący fragmentem pieśni Nunc dimittis. Jest to modlitwa starca Symeona, któremu Bóg obiecał, że nie umrze zanim nie ujrzy Mesjasza. Słowa te są wersetem pochodzącym z Ewangelii Łukasza 2,32: 
"Lumen Ad Revelationem Gentium, Et Gloriam Plebis Tuae Israel" (pol. "Światło na oświecenie pogan i chwałę ludu Twego, Izraela").

### Dach i kopuła
Kopuła bazyliki została wykonana ze zbrojonego betonu, a gotowe części były łączone z sobą już na dachu świątyni. Ponieważ bazylika znajduje się w obszarze miasta położonym w niewielkiej dolinie, kopuła kościoła wydaje się wręcz nieproporcjonalna do wszystkich budynków stojących wokół. Jest ona najbardziej charakterystycznym elementem architektury w krajobrazie Nazaretu. Całkowita wysokość bazyliki od ziemi do najwyższego miejsca kopuły wynosi 66 m. Kopuła ma kształt stromego stożka prostego otoczonego delikatnymi białymi arkadami, na którego szczycie umieszczono dużą kamienną lampę. Symbolizuje ona promieniowanie Boskiego światła z Ewangelii. Na samym szczycie umieszczono krzyż. Kopuła jest zbudowana z 16 żeber, ułożonych w kształcie kwiatu lilii (symbol dziewictwa Marii). Spoczywa ona na zewnętrznej loggii, wykonanej również z 16 kamiennych żeber. Loggia posiada po trzy otwory z każdej strony. W oknach umieszczono ozdobne witraże – 12 to wizerunki apostołów, a pozostałe dwa to postacie Efrema Syryjczyka i Bernarda z Clairvaux (reprezentują nauczanie Wschodniego i Zachodniego Kościoła). Loggia osadzona jest ośmiobocznej wieży, wykonanej z betonu i pokrytej szarym kamieniem. W jej bocznych ścianach umieszczono po dwa okna.
Wewnętrzna część kopuły wznosi się dokładnie nad miejscem, w którym łączy się górny z dolnym kościołem. Jej wnętrze jest więc widoczne z obu części bazyliki. Chociaż zewnętrzna struktura kopuły została wykonana z 16 betonowych żeber, to we wnętrzu widać 32 żebra. Dzięki temu widok kwiatu lilii jest jeszcze piękniejszy od środka.

### Górny kościół
Górny kościół posiada trzy nawy rozdzielone dwoma liniami betonowych słupów, na których wspiera się konstrukcja zachodniej części bazyliki. Natomiast wschodnia część świątyni jest przykryta dużą kopułą, wspierającą się na żebrach o długości 25 m każda. Sklepienie się wznosi 12 m ponad posadzką, co tworzy wrażenie, że wnętrze jest dużo większe niż w rzeczywistości. Całość wnętrza jest dobrze oświetlona światłem wpadającym przez centralną kopułą i boczne otwory okienne. Szczególnie piękne witraże znajdują się w oknach na zachodniej ścianie. Nad głównym wejściem do bazyliki umieszczono 24 okna, ułożone rzędami jedne nad drugimi w formie litery "A". Sceny umieszczone na witrażach łączą Ewangelie z symbolami białych róż, symbolizujących dziewictwo Marii. Okna będące po bokach ściany zachodniej oświetlają kręte schody prowadzące do dolnego kościoła. Po obu bokach głównego wejścia umieszczono po dwa duże obrazy ułożone z marmurowej mozaiki. Po skrajnej lewej stronie widnieje obraz Jezusa Chrystusa dającego św. Piotrowi klucze do Królestwa Bożego (Piotrowi wybaczono jego zaparcie się Jezusa). Obok umieszczono scenę z przypowieści o synu marnotrawnym. Po prawej stronie jest scena Marii Magdaleny myjącej nogi Jezusa Chrystusa i ocierającej je własnymi włosami. Po skrajnej prawej stronie umieszczono wizerunek Chrystusa Dobrego Pasterza. Wspólnym motywem wszystkich tych czterech scen jest przebaczenie.

Na ścianach znajdują się wizerunki Matek Boskich z całego świata, m.in. Matka Boska Częstochowska. Ponadto kościół jest wypełniony licznymi elementami artystycznymi ofiarowanymi bazylice przez różne narody. Nie stosowano tutaj żadnej odgórnej regulacji, są więc tu ozdoby wykonane z różnych tworzyw sztucznych w różnorodnych technikach, kolorach, ozdobnych obramowaniach lub bez nich. Posadzka kościoła intarsjowana jest motywami nawiązującymi do dogmatów i przywilejów maryjnych. We wschodniej części górnego kościoła znajdują się trzy apsydy. Centralna apsyda jest dobrze oświetlona światłem wpadającym z górującej nad nią kopuły bazyliki. Na wschodniej ścianie (tylna ściana centralnej apsydy) umieszczono olbrzymią mozaikę o powierzchni 140 m² z motywami z Apokalipsy św. Jana Apostoła. W jego centralnej części znajdują się postacie Jezusa Chrystusa i św. Piotra, za którymi siedzi ubrana na niebiesko i ukoronowana Maria Panna. Powyżej widnieje symbol Boga, natomiast poniżej i po bokach umieszczono liczne postacie świętych członków kościoła. Na mozaice widnieje napis, będący częścią katolickiego wyznania wiary odnoszącego się do Kościoła: 
"Unam Sanctum Catholicam Apostolicam" (pol. "Jeden Święty Katolicki Apostolski").
Północna boczna kaplica (apsyda) dedykowana jest świętym franciszkańskim. Na jej tylnej ścianie umieszczono krzyż jerozolimski na brązowym tle. Po obu stronach widnieją mnisi z franciszkańskiego zakonu, z czterema figurami świętych franciszkańskich. Na sklepieniu apsydy znajdują się wizerunki ukrzyżowanego Jezusa Chrystusa oraz Franciszka z Asyżu. W południowej apsydzie przechowywany jest Najświętszy Sakrament. Sceny umieszczone na jej ścianach przedstawiają walkę dobra ze złem.

### Dolny kościół
Do położonego poniżej kościoła dolnego prowadzą trzy pary schodów łączących bezpośrednio oba poziomy bazyliki. Dwie klatki schodowe znajdują się w bocznych wieżach na ścianie zachodniej, po lewej i prawej stronie od wejścia głównego. Są to spiralne klatki schodowe, oświetlone przez okna z witrażami. Trzecie schody umieszczono przy ścianie południowej. Dolny kościół jest normalną kryptą, jednak nie służy on pochówkom, lecz jest wynikiem budowy współczesnej bazyliki na fundamentach wcześniejszych świątyń istniejących w tym miejscu. W centrum znajdują się pozostałości apsydy oraz mozaiki północnej i południowej nawy bazyliki bizantyńskiej z V wieku. Z tyłu, wkomponowane w północną ścianę, widnieją pozostałości apsydy katedry krzyżowców z XII wieku. Mimo swojej wielkości, większość powierzchni dolnego kościoła stoi całkowicie pusta. Nad odsłoniętymi przez badania archeologiczne pozostałościami dawnych świątyń wznoszą się po obu stronach masywne, betonowe żebra, na których wspiera się strop będący jednocześnie podłogą górnego kościoła. Te żelbetonowe podpory nawiązują do kwadratowych pilastrów średniowiecznego kościoła. W krypcie panuje półmrok.
W centralnej części kościoła znajduje się ośmiokątny otwór w suficie, przez który widać górny kościół oraz kopułę bazyliki. Przez ten otwór wpada z góry duża ilość światła. Stanowi to metaforę do Ducha Świętego, który zstąpił i spoczął na Dziewicy Marii. W miejscu tym znajduje się miejsce celebracji liturgicznych z przyległą naturalną Grotą Zwiastowania. Grota znajduje się w kompleksie nisz i kaplic pochodzących z różnych okresów historii. Jest ona zamknięta stylowymi żelaznymi kratami, i znajduje się nad nią baldachim ze sceną Zwiastowania. Wnętrze groty jest unikalne i składa się z fragmentów trzech dawnych apsyd. Po stronie północnej (z lewej) jest najlepiej zachowana apsyda katedry krzyżowców. Powyżej jest środkowa apsyda, w której na niewielkim ołtarzu postawiono krucyfiks. Po stronie południowej (z prawej) umieszczono XVIII-wieczny obraz przedstawiający Zwiastowanie. Obraz ten wisiał w poprzednim kościele nad ołtarzem w czczonej Grocie. W północno-wschodniej części dolnego kościoła znajdują się drzwi prowadzące do zakrystii, będącej w rzeczywistości już w obrębie Klasztoru Franciszkanów.

### Otoczenie bazyliki
Naprzeciwko bazyliki stoją dwa pamiątkowe filary z portretami papieży Jana XXIII i Pawła VI. Pod płaskorzeźbą Jana XXIII widnieje podpis w języku włoskim i arabskim: "Wyraził zgodę na projekt bazyliki Zwiastowania, 1959 r.". Pod płaskorzeźbą Pawła VI widnieje podpis: "Pielgrzym Nazaretu, 5 stycznia 1964 r.".
Bazylikę otaczają krużganki z przedstawieniami Madonn z różnych stron świata (m.in. Matka Boża Kozielska z modlitwą po polsku: „Powróć nas na Ojczyzny łono...”). Prace są wykonane z różnych materiałów, takich jak płytki mozaikowe lub porcelana. Każda z nich odzwierciedla artystyczne i religijne tradycje kraju z którego pochodzi obraz Madonny. Niektórym obrazom towarzyszą motywy narodowe, takie jak kolory flag narodowych lub napisy w ojczystym języku. Po wschodniej stronie stoi pomnik papieża Pawła VI i patriarchy Konstantynopola Atenagorasa I. Upamiętnia on spotkanie obu dostojników, do którego doszło w 1964 roku w Jerozolimie.
W centrum dziedzińca wewnętrznego znajduje się przeszklone baptysterium. Posadzka placu północnego przedstawia elementy Pieśni słonecznej św. Franciszka z Asyżu. Pod posadzką placu znajdują się pozostałości osady z czasów Chrystusa oraz muzeum i park archeologiczny.

## Turystyka

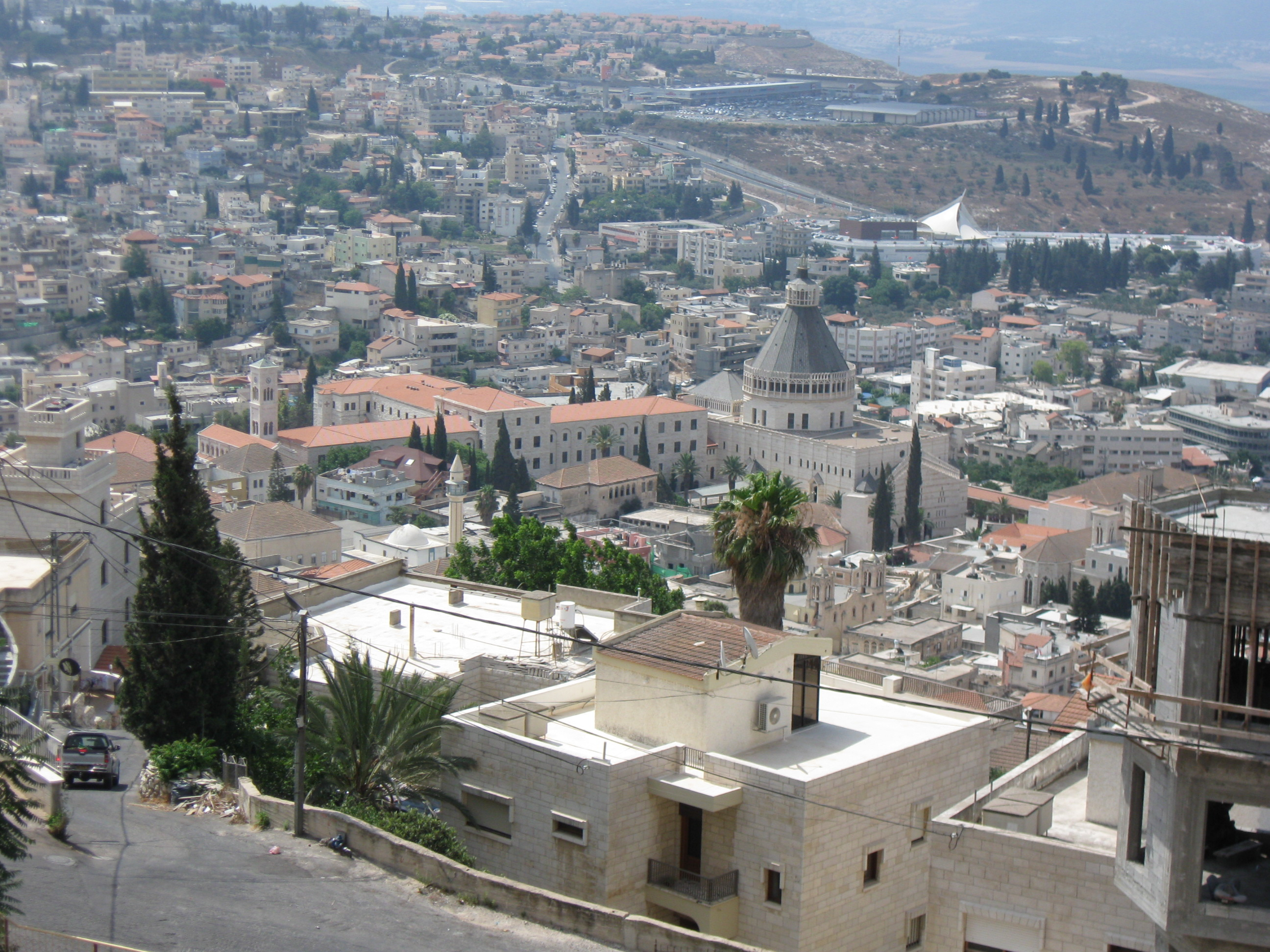
Panorama Nazaretu z bazyliką Zwiastowania Pańskiego

Bazyliki nie można zwiedzać w godzinach, kiedy odbywają się nabożeństwa. Świątynia jest otwarta dla turystów od poniedziałku do soboty w godz. 8.30-12.00 i 14.00-16.00, oraz w niedziele i święta w godz. 14.00-16.00.